# Suaqui Grande
Suaqui Grande é um município do estado de Sonora, no México.